# Рубашкинское сельское поселение
Рубашкинское сельское поселение — муниципальное образование в Мартыновском районе Ростовской области. 
Административный центр поселения — посёлок Новомартыновский.

## Административное устройство
В состав Рубашкинского сельского поселения входят:
- посёлок Новомартыновский;
- хутор Арбузов;
- хутор Засальский;
- хутор Кривой Лиман;
- хутор Новониколаевский;
- хутор Новый;
- посёлок Поречье;
- хутор Пробуждение;
- хутор Рубашкин;
- посёлок Типчаковый.

## Население
| 2010  | 2012  | 2013  | 2014  | 2015  | 2016  | 2017  |
| ----- | ----- | ----- | ----- | ----- | ----- | ----- |
| 3334  | ↘3284 | ↗3287 | ↘3282 | ↗3302 | →3302 | ↗3304 |
| 2018  | 2019  | 2020  | 2021  |       |       |       |
| ↗3313 | ↘3302 | ↗3308 | ↘3299 |       |       |       |